# Paul von Schönthan

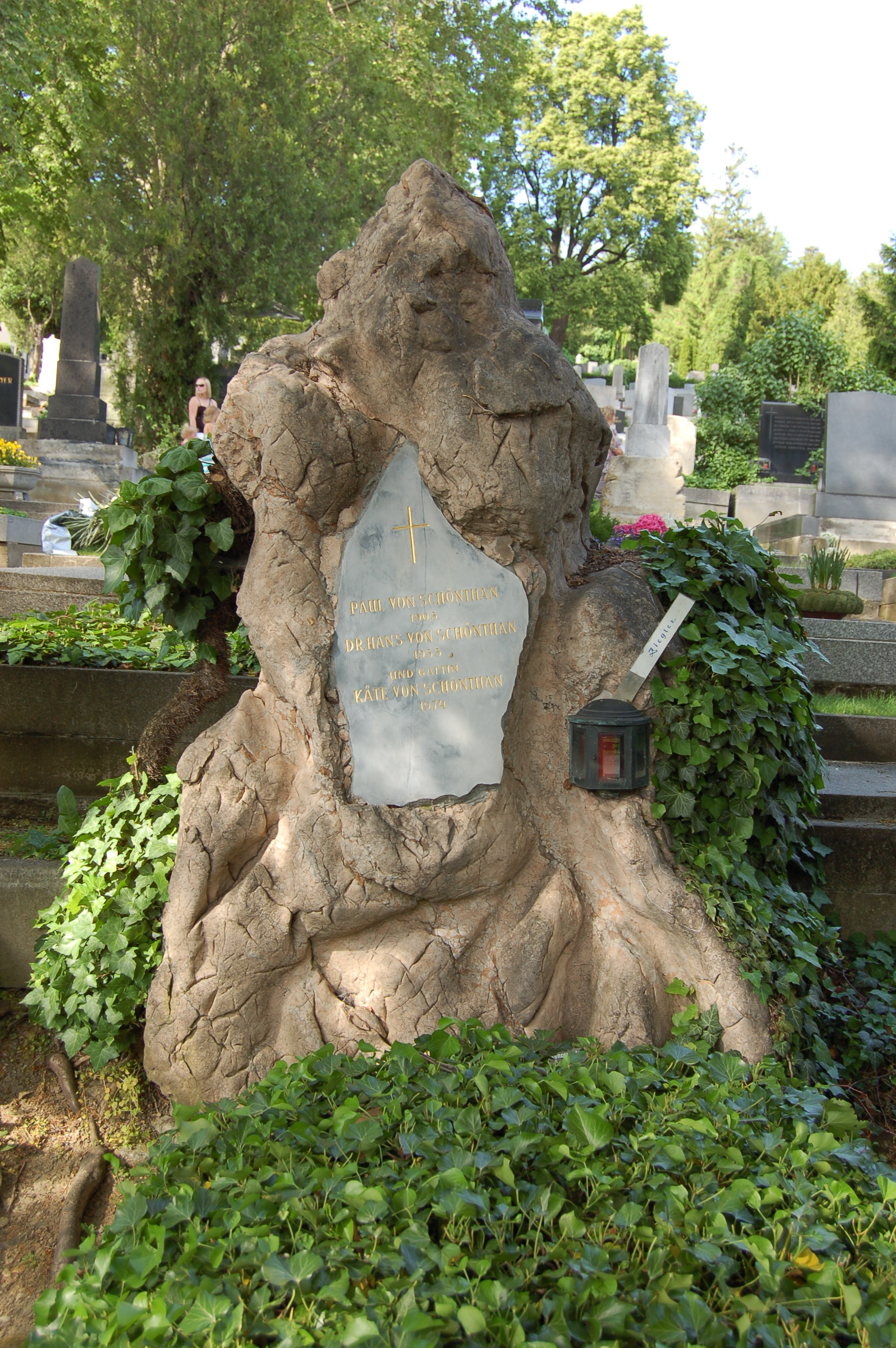
Paul von Schönthans grav.

Paul von Schönthan, född den 19 mars 1853 i Wien, död där den 5 augusti 1905, var en österrikisk publicist och dramatiker. Han var bror till Franz von Schönthan.
von Schönthan var sin brors medarbetare, verkade för övrigt som journalist, utgav under åren 1887—1890 i Berlin Lustige Blätter tillsammans med Moszkowski, var senare medarbetare vid Wiener Tageblatt. Han utgav Welt- und Kleinstadtgeschichten, Die Königin der Luft und andre Erzählungen, Ringstrassenzauber och Gefärbte Frauen. Han var en typisk Wienpublicist, som höll fast sin läsekrets med älskvärt humör.